# Гай Чеймбърс
Гай Антъни Чеймбърс (на английски: Guy Antony Chambers) е английски композитор и звукозаписен продуцент, известен с дългогодишното си творческо сътрудничество с Роби Уилямс.
Чеймбърс сътрудничи и като автор на песни, и като продуцент в първите пет албума на Роби Уилямс. Всички те достигат номер 1 в Обединеното кралство и са продадени в световен мащаб в над 40 милиона копия. Чеймбърс е автор на повечето от най-известните песни на Уилямс (включително Rock DJ, Feel, Millenium, Let Me Entertain You и Angels).
Чеймбърс и Уилямс прекратяват сътрудничеството си след записването на петия албум, Escapology, през 2002 г. След това той работи с изпълнители като „Инексес“, като продуцира и пише песни за албума ѝ Switch от 2005 г. Чеймбърс пише песни и за лондонската поп-рок група Busted, като Fake и Better Than This от втория ѝ албум A Present For Everyone.
През 2022 г. Чеймбърс си сътрудничи с австрийския музикант Трикстър в написването и продуцирането на изпълнена с вулгарни изрази коледна песен, която отразява напрежението и стреса през същата година (песента се разпространява бързо и широко).